# 에릭 홉스봄

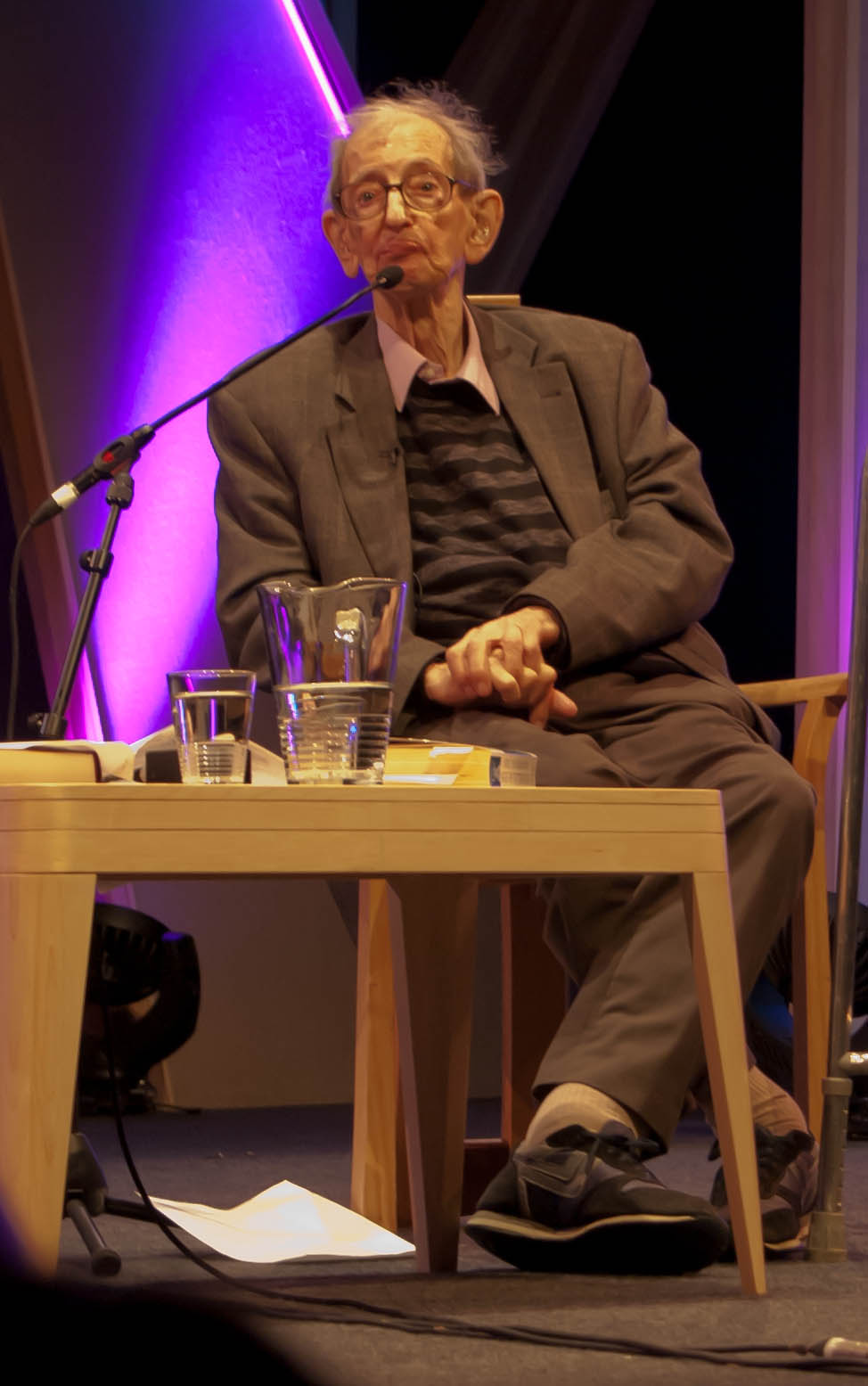
에릭 홉스봄(2011년)

에릭 홉스봄(Eric Hobsbawm, CH, 1917년 6월 9일 ~ 2012년 10월 1일)은 영국의 마르크스주의 사학자이다. 주요 연구분야는 사회 및 경제 역사학이다. 그의 이름을 세계적으로 알린 것은 4권으로 구성된 홉스봄의 시대 시리즈이다. 이 저서들에서 장기 19세기, 그리고 추후에 단기 20세기라는 개념을 소개한다.

## 생애
홉스봄은 1917년 6월 9일에 이집트 알렉산드리아에서 오스트리아계 어머니와 유대계 아버지 사이에서 태어났다. 제1차 세계 대전 후 그의 가족은 빈으로 이주한다. 제2차 세계 대전 중 부모 모두 병으로 사망한다. 고아가 된 홉스봄은 여동생과 베를린으로 가 숙부의 부양을 받는다.
1934년 홉스봄 남매는 숙부와 함께 런던으로 이주한다. 그곳에서 홉스봄은 성메리르본 고전문법학교을 졸업한다. 케임브리지 대학교의 킹스 칼리지에서 역사학을 전공했다. 대학생 시절 학식이 대단한 학생으로 유명하기도 했다.
1947년 런던 대학교 버크벡 칼리지의 사학과 강사로 교직 생활을 시작했다. 교수가 아닌 강사로 일한 이유는 공산당 당원이 학생들을 가르치는 것을 학교에서 허락하지 않았기 때문이다. 1950년 〈페이비언주의와 페이비언들, 1884~1914〉로 박사학위를 취득했다.
버크벡 칼리지에서 1970년에 경제사 및 사회사 전임교수가 되었고, 학장(president)을 역임하기도 했으며, 1982년 은퇴했다. 그러나 80대의 고령에도 불구하고 여전히 영국 아카데미와 미국 아카데미의 특별 회원, 뉴욕신사회연구원 교수, 버크벡 칼리지 명예 교수 등으로 활동했다. 시대 시리즈 중 《제국의 시대》와 《극단의 시대: 단기 20세기사》는 은퇴 후에 저술한 것이다. 그는 2012년 10월 1일에 96세의 나이로 세상을 떠났다.

## 정치 활동
홉스봄은 1931년에 베를린의 고등학교 재학 중 사회주의 학생단에 가입하였다. 1936년에는 케임브리지 사도회에 가입하였다. 같은 해에 영국 공산당에 입당하여 평생 당원으로서 활동하였다. 1946년부터 1956년까지는 공산당 역사가 그룹에서 활동하였다.
홉스봄은 마르크스주의자였지만 1956년 소련의 헝가리 침공에 대해서는 비판적인 입장의 연설을 하였다.
1980년대에는 《현대 마르크스주의》(Marxism Today)라는 잡지사에서 일하기도 했고, 닐 키녹의 영국 노동당의 현대화를 지원하기도 했다.

## 연구 업적
홉스봄의 주요 관심 시대는 근대 이후였다. 특히 1789년부터 1914년까지의 시기, 소위 ′장기 19세기′(the long 19th century)를 중점적으로 연구하였다. 그 연구의 결과를 3부작으로 출판하였다.
- 《혁명의 시대》 (The Age of Revolution: Europe 1789-1848, 1962년 작)
- 《자본의 시대》 (The Age of Capital: 1848–1875, 1975년 작)
- 《제국의 시대》 (The Age of Empire 1875–1914, 1987년 작)

추후에 20세기를 분석한《극단의 시대》(Age of Extremes. The short twentieth century 1914–1991, 1994년 작)를 저술하였다. 여기에서 3부작에 대응되는 개념으로 ′단기 20세기′라는 용어를 도입한다. 한국에서는 이 네 편을 통틀어 홉스봄의 시대 시리즈로 지칭하기도 한다. 장기 19세기라는 근대사에 대한 새로운 시기구분 방식은 세계 역사학계에 큰 반향을 불러 일으켰으며, 현재까지도 전통적 시기구분법에 대한 대안으로 받아들여지고 있다.
《폭력의 시대》에서 홉스봄은 제국주의, 특히 미국을 비판한다. 힘으로 정의와 민주주의를 구현할 수 있다는 폭력의 신화로 폭력을 정당화하는 미국 제국주의의 논리를 인도주의적 제국주의요, 반드시 의심해야 할 위험한 사상이라고 논박한다.
《1780년 이후의 민족과 민족주의》(Nations and Nationalism since 1780: programme, myth, reality)에서 홉스봄은 민족이라는 개념은 자연적인 소산이 아닌 인위적 발명의 소산이라는 견해를 옹호하며, 따라서 특별한 충성 그리고 이를 뒷받침하는 정치제도가 필요하다는 귀결을 내린다.
1983년에 여러 학자들과 공저한 《만들어진 전통》(The Invention of Tradition)이라는 저서는 전통은 역사적으로 비교적 최근의 시기에 만들어진 것이며 또한 인위적인 소산이라는 주장을 전개한 후 어떻게 특별한 형태의 영구적인 사회 회원권을 소유하는지 조명한다.
우리 나라에서 홉스봄의 저서들은 인문학과 사회과학 서양사학 전공자들에게 널리 알려져 있다. 특히 《혁명의 시대》, 《자본의 시대》, 《제국의 시대》, 《극단의 시대》의 4부작인 '시대 시리즈'는 서양사학 또는 역사학 전공자들에게 필독서로 여겨지고 있다.
《산업과 제국》(Industry and Empire: From 1750 to the Present Day)은 영국에서 어느 대학의 교재로 매년 출판되어서 넓은 독자층을 가지기도 한다.

## 평가
홉스봄은 특정한 시대나 특정 분야가 아닌 역사 전반을 다룬 전형적인 유형의 역사학자로서, 그에 대한 평가 또한 그런 측면과 맥락을 같이 한다.
홉스봄은 20세기 마르크스주의 역사학자 중에서 가장 뛰어난 역사학자로 손꼽힌다. 당대 영국의 마르크스주의 역사가들이 영국사에 치중한 반면, 에릭 홉스봄의 연구 범위는 영국 외에도 유럽 및 아메리카 대륙까지 매우 광범위했으며, 시기적으로는 17세기부터 20세기까지를 포괄한다. 그의 이러한 특징이 시대 시리즈를 가능하게 했던 것이다.
또, 홉스봄은 폭넓은 시야와 광범위한 사료 분석으로 아래로부터 위로의 역사적 시각에서 전체사로서의 역사구도를 일관되게 견지하여 당대의 정치와 경제, 사회와 문화, 예술 및 문화비평을 포괄하는 박식한 역사가의 면모를 드러내고 있다.
한길사의 《혁명의 시대》의 역자인 박현채는 번역본의 역자의 말에서 "홉스봄의 역사서술은 극명하여 당시 민중의 생활상까지도 생생하게 드러내고 있으며, 역사란 ... (중략) ... 인간이 엮어내는 감동적 드라마라는 것을 실감"시켜 준다고 설명하기도 했다.
홉스봄의 마르크스주의 해석은 적절하고 탁월한 역사의 분석이며, 그런 역사 이해를 유지는 것이 좌파 지식인으로서 가치가 있다는 견해도 있다. 이는 실용주의와 타협함으로써 애초의 이념을 포기하는 일부 좌파 지식인들에 대한 비판과 맥락을 같이 한다.

## 저서
- 《노동의 전환점》(Labour's Turning Point: extracts from contemporary sources) (영어판: 1948년)
- 《반란의 원초적 형태: 자본주의 발전에 따른 유럽소외지역 민중운동의 모든 형태》(Primitive Rebels: studies in archaic forms of social movement in the 19th and 20th centuries) (영어판: 1959년 / 한국어판: 2011년 온누리)
- 《혁명의 시대》(The Age of Revolution: Europe 1789-1848) (영어판: 1962년 / 한국어판: 1982년 까치, 1998년 한길사)
- 《노동하는 인간》(Labouring Men: studies in the history of labour) (영어판: 1964년)
- 《산업과 제국》(Industry and Empire: From 1750 to the Present Day) (영어판: 1968년)
- 《밴디트: 의적의 역사》(Bandits) (영어판: 1969년 / 한국어판: 2004년 민음사)
- Captain Swing 조지 루데(George Rudé)와 공저 (영어판: 1969년)
- 《혁명가들》(Revolutionaries: contemporary essays) (영어판: 1973년 / 한국어판: 2008년 길)
- 《자본의 시대》(The Age of Capital: 1848-1875) (영어판: 1975년 / 한국어판: 1998년 한길사)
- 《만들어진 전통》(The Invention of Tradition) 버나드 S. 콘, 데이비드 캐너다인, 프리스 모건, 테렌스 레인저, 휴 트레버-로퍼 공저 (영어판: 1983년 / 한국어판: 2004년 휴머니스트)
- 《노동자들: 노동의 세계》(Workers: worlds of labor) (영어판: 1985년)
- 《제국의 시대》(The Age of Empire: 1875-1914) (영어판: 1987년 / 한국어판: 1998년 한길사)
- 《1780년 이후의 민족과 민족주의》(Nations and Nationalism since 1780: programme, myth, reality)(영어판: 1990년 / 한국어판: 1998년 창비)
- The Jazz Scene (1989)
- 《극단의 시대: 단기 20세기사》(Age of Extremes: the short twentieth century, 1914-1991) (영어판: 1994년 / 한국어판 상/하 2권: 1997년 까치글방)
- 《역사론》(On History) (영어판: 1997년 / 한국어판: 2002년 민음사)
- 1968 Magnum Throughout the World (영어판: 1998년)
- 《아방가르드의 쇠퇴와 몰락》(Behind the Times: decline and fall of the twentieth-century avant-gardes) (영어판: 1998년 / 한국어판: 2001년 조형교육)
- 《저항과 반역 그리고 재즈》(Uncommon People: resistance, rebellion and jazz) (영어판: 1998년 / 한국어판: 2003년 영림카디널). 이 가운데 재즈 부분만 다시 번역되어 한국어판이 출간되었다. 《재즈, 평범한 사람들의 비범한 음악》(황덕호 역, 포노, 2014)
- 《새로운 세기와의 대화》(The New Century: in Conversation with Antonio Polito) (영국판: 2000년 / 미국판: On the Edge of the New Century 2000년 / 한국어판: 2000년 이끌리오)
- 《미완의 시대: 에릭 홉스봄 자서전》(Interesting Times: a twentieth-Century life) (영어판: 2002년 / 한국어판: 2007년 민음사)
- 《폭력의 시대》(Globalisation, Democracy and Terrorism) (영어판: 2007년 / 한국어판: 2008년 민음사)
- 《세상을 어떻게 바꿀 것인가》(How to Change the World: Tales of Marx and Marxism) (영어판: 2011년)

## 수상 및 서훈
- 1998년 컴패니언 오브 아너(Order of the Companions of Honour, CH)
- 2003년 발찬상